# Gilbert Sicard
Pour les articles homonymes, voir Sicard.
Gilbert Antoine Émile Sicard, né le 12 mars 1849 à Saint-Germain-Lembron est un avocat et homme politique français.

## Biographie
Fils de François Sicard, marchand, et d'Élize Élizabeth Gire, Gilbert Antoine Émile Sicard nait le 12 mars 1849 au domicile de ses père et mère à Saint-Germain-Lembron, place Saint-Jean.
Il épouse, en premières noces, le 23 novembre 1874, à Orcet, Marie Madelaine Berthe Roddier (1855-1916), fille d'Annet Eugène Roddier et de Marie Marguerite Amélie Mallet.
Il épouse, en secondes noces, le 2 février 1918, à Nice, Marthe Marie Antoinette Marguerite Rataillaud (1879-1958), fille de Clément Étienne Eugène Rataillaud et de Marthe Marie Élisabeth Dondel de Kergonano et veuve de Nicolas François Rodolphe Lartigue.

## Carrière juridique
Il est élu membre du conseil de l'ordre des avocats du barreau de Clermont-Ferrand : 
- le 19 novembre 1882[5],
- le 17 novembre 1883[6],
- le 14 novembre 1884[7],
- le 12 novembre 1892[8],
- le 18 novembre 1893[9],
- le 20 novembre 1894[10],
- le 17 novembre 1895[11],
- le 13 novembre 1900[12],
- le 16 novembre 1901[13],
- le 14 novembre 1904[14],
- le 3 novembre 1905[15].

Il est élu bâtonnier de l'ordre des avocats du barreau de Clermont-Ferrand :
- le 10 novembre 1890[16], faisant suite à Félix Chaudessolle,
- le 21 novembre 1891[17],
- le 14 novembre 1902[18], faisant suite à Félix Chaudessolle,
- le 3 novembre 1903[19]

Par décret du 19 décembre 1882, il est nommé juge suppléant au tribunal de première instance de Clermont-Ferrand, en remplacement de Victor Astaix, démissionnaire. Il démissionne de ses fonctions le 12 mars 1889.

### Quelques affaires
Le 5 mars 1896, il assure, devant le conseil de guerre du 13e corps d'armée, la défense du brigadier Palay, de la gendarmerie de la Fouillouse, qui a tiré, le 4 mars précédent, à coups de revolver d'ordonnance, sur son supérieur et son collègue.
En 1896, il représente un groupe d'électeurs, constituée en partie civile, dans une affaire les opposant à Rémy Béchon-Morel, conseiller général et maire de Saint-Rémy-sur-Durolle, Navarin, secrétaire de Maire, et deux conseillers municipaux quant aux nombreuses fraudes électorales relevées lors des élections départementales de juillet 1895 dans la commune. Les débats, qui font intervenir plus d'une centaine de témoins, s'ouvrent le 21 octobre, devant le tribunal correctionnel de Thiers, et l'opposent à maître Giscard du barreau de Clermont-Ferrand.
En 1899, il assure la défense d'un élève à l'école normale de Clermont-Ferrand, renvoyé par la chambre de mise en accusation de Riom devant la cour d'assises du Puy-de-Dôme, pour le meurtre de l'un de ses camarades. Le procès s'ouvre le 31 mai.

## Carrière politique
Candidat républicain aux élections municipales du 6 mai 1888, il est élu conseiller municipal de la ville de Clermont-Ferrand, dès le premier tour de scrutin, 11e sur 17, comme ayant recueilli 2 563 voix sur 4 076 votants pour 9 245 inscrits,.
Il est désigné, sans avoir été consulté au préalable, candidat boulangiste aux élections législatives de 1889, dans la première circonscription de Clermont-Ferrand. Il refuse cependant de donner suite à cette dernière,,.
Conseiller sortant, il se présente aux élections municipales du 1er mai 1892 pour Clermont-Ferrand, sur la liste d'union républicaine. Il est élu, dès le premier tour de scrutin, 5e de la liste, comme ayant recueilli 3 873 voix sur 5 516 votants pour 9 763 inscrits.
Il ne se représente pas aux élections municipales du 3 mai 1896.
Deuxième de la liste républicaine, il est élu, au scrutin de ballottage des élections municipales du 8 mai 1904, comme ayant recueilli 3 487 voix sur 7 936 votants pour 11 582 inscrits.

## Engagement et adhésion
Il adhère, dès sa création, le 16 mai 1874, à la section d'Auvergne du club alpin français.

## Décorations
Il est décoré, en 1913, de la médaille commémorative de la campagne de 1870-1871, instituée par la loi du 9 novembre 1911.

## Sources
1. ↑  Archives départementales du Puy-de-Dôme - Registre des naissances de la ville de Saint-Germain-Lembron - Année 1849 - Cote 6 E 371/16 - p. 91/264 (http://www.archivesdepartementales.puydedome.fr/ark:/72847/vtaa37e7456354bff92/daogrp/0/layout:table/idsearch:RECH_65907a5e0efea64d9653cefd987938db#id:325370388?gallery=true&center=712.625,-1282.916&zoom=9&rotation=0.000&brightness=100.00&contrast=100.00)
2. ↑  Archives départementales du Puy-de-Dôme - Registre des mariages de la ville d'Orcet - Année 1874 - Cote 6 E 260/26 - p. 15/22 (http://www.archivesdepartementales.puydedome.fr/ark:/72847/vta37f74de573bf0bbd/daogrp/0/15#id:195393187?gallery=true&brightness=100.00&contrast=100.00&center=1713.120,-1204.176&zoom=10&rotation=0.000)
3. ↑  Archives départementales du Calvados - Registre des naissances de la ville de Honfleur - Année 1879 - Cote 4 E 3893 - p. 216/608 (https://archives.calvados.fr/ark:/52329/08kb9hrd5ns7/1d9ad27c-f55b-40ae-b84e-c7af388ca2a3)
4. ↑  Archives départementales des Alpes-maritimes - Registre des mariages de la ville de Nice - Année 1918 - p. 78/746 (http://www.basesdocumentaires-cg06.fr/archives/ImageZoomViewerEC.php?IDDOC=2010122412422514377642&COMMUNE=NICE&PAROISSE=&TYPEACTE=Mariages&DATE=1918)
5. ↑  « Chronique locale », Le Moniteur du Puy-de-Dôme,‎ 19 novembre 1882, p. 2 (lire en ligne)
6. ↑  « Chronique locale », Le Moniteur du Puy-de-Dôme,‎ 18 novembre 1883, p. 2 (lire en ligne)
7. ↑  « Chronique locale », Le Moniteur du Puy-de-Dôme,‎ 17 novembre 1884, p. 2 (lire en ligne)
8. ↑  « Chronique locale - Le Conseil de l'Ordre des Avocats », Le Moniteur du Puy-de-Dôme,‎ 14 novembre 1892, p. 1 et 2 (lire en ligne)
9. ↑  « Chronique locale - Le barreau de Clermont », Le Moniteur du Puy-de-Dôme,‎ 18 novembre 1893, p. 2 (lire en ligne)
10. ↑  « Chronique locale - L'Ordre des Avocats », Le Moniteur du Puy-de-Dôme,‎ 22 novembre 1894, p. 2 (lire en ligne)
11. ↑  « Chronique locale - Le barreau de Clermont », Le Moniteur du Puy-de-Dôme,‎ 17 novembre 1895, p. 2 (lire en ligne)
12. ↑  « Chronique locale - Ordre des Avocats », Le Moniteur du Puy-de-Dôme,‎ 14 novembre 1900, p. 2 (lire en ligne)
13. ↑  « Chronique locale - Ordre des avocats », Le Moniteur du Puy-de-Dôme,‎ 17 novembre 1901, p. 1 (lire en ligne)
14. ↑  « Chronique locale - Ordre des Avocats de Clermont », Le Moniteur du Puy-de-Dôme,‎ 15 novembre 1904, p. 2 (lire en ligne)
15. ↑  « Chronique locale - Ordre des avocats de Clermont », Le Moniteur du Puy-de-Dôme,‎ 9 novembre 1905, p. 2 (lire en ligne)
16. ↑  « Chronique locale - Ordre des Avocats », Le Moniteur du Puy-de-Dôme,‎ 12 novembre 1890, p. 2 (lire en ligne)
17. ↑  « Chronique locale - L'ordre des avocats », Le Moniteur du Puy-de-Dôme,‎ 22 novembre 1891, p. 2 (lire en ligne)
18. ↑  « Chronique locale - Barreau de Clermont », Le Moniteur du Puy-de-Dôme,‎ 15 novembre 1902, p. 2 (lire en ligne)
19. ↑  « Chronique locale - Conseil de l'ordre des avocats », Le Moniteur du Puy-de-Dôme,‎ 4 novembre 1903, p. 2 (lire en ligne)
20. ↑  « Partie officielle », Journal officiel de la République française,‎ 20 décembre 1882, p. 6834 (lire en ligne)
21. ↑  « Chronique locale - Le drame de la Fouillouse », Le Moniteur du Puy-de-Dôme,‎ 5 mai 1896, p. 2 (lire en ligne)
22. ↑  « Tribunaux - Fraudes électorales », La Liberté,‎ 22 octobre 1896, p. 3 (lire en ligne)
23. ↑  « Les Tribunaux - Entre camarades », Le XIXe Siècle,‎ 25 mai 1899, p. 3 (lire en ligne)
24. ↑  « Élections municipales du 6 mai 1888 - Ville de Clermont-Ferrand », Le Moniteur du Puy-de-Dôme,‎ 9 mai 1888, p. 2 (lire en ligne)
25. ↑  « Chronique locale - Les élections législatives - Clermont-ville - La candidature de M. Sicard », Le Moniteur du Puy-de-Dôme,‎ 8 septembre 1889, p. 1 et 2 (lire en ligne)
26. ↑  « Élections législatives », Le Figaro,‎ 2 septembre 1889, p. 3 (lire en ligne)
27. ↑  « Musée politique », Le Moniteur du Puy-de-Dôme,‎ 9 septembre 1889, p. 1 (lire en ligne)
28. ↑  « Chronique locale - Les élections législatives - Les candidatures boulangistes dans le Puy-de-Dôme », Le Moniteur du Puy-de-Dôme,‎ 10 septembre 1889, p. 2 (lire en ligne)
29. ↑  « Chronique locale - Les élections législatives - Clermont-ville - Une lettre de M. Sicard », Le Moniteur du Puy-de-Dôme,‎ 11 septembre 1889, p. 2 (lire en ligne)
30. ↑  « Élections municipales du 1er mai 1892 - Résultats complets pour Clermont », Le Moniteur du Puy-de-Dôme,‎ 4 mai 1892, p. 1 (lire en ligne)
31. ↑  « Élections municipales du 3 mai 1896 - Résultats complets pour Clermont », Le Moniteur du Puy-de-Dôme,‎ 4 mai 1896, p. 1 (lire en ligne)
32. ↑  « Élections municipales - Scrutin de ballottage du 8 mai 1904 - Clermont-Ferrand - Résultats complets », Le Moniteur du Puy-de-Dôme,‎ 9 mai 1904, p. 1 (lire en ligne)
33. ↑  Club alpin français, Bulletin n°1, Paris, Typographie Georges Chamerot (d) , juillet 1874 (lire en ligne), p. 31
34. ↑  « Liste des vétérans ayant obtenu le Brevet de la Médaille commémorative de 1870-1871 (suite) », Le Vétéran,‎ 5 avril 1913, p. 23 (lire en ligne)